# جاك هيغينز
جاك هيغينز (بالإنجليزية: Jack Higgins)‏ هو رسام كارتون وصحفي أمريكي، ولد في 19 أغسطس 1954.